# Acropteris basiguttaria
Acropteris basiguttaria är en fjärilsart som beskrevs av Walker. Acropteris basiguttaria ingår i släktet Acropteris och familjen Uraniidae. Inga underarter finns listade i Catalogue of Life.